# Kakata
Kakata är en stad i västra Liberia, och är den administrativa huvudorten för regionen Margibi. Kakata hade 33 945 invånare vid folkräkningen 2008, vilket gör den till landets femte största stad.